# Клод Бернар
Клод Берна̀р (на френски: Claude Bernard) е френски физиолог и лекар.
Роден е на 12 юли 1813 година в Сен Жулиен, Божоле, в семейството на винар. През 1834 година отива в Париж, за да учи медицина, и става асистент на известния физиолог Франсоа Мажанди, когото през 1847 година наследява като ръководител на катедрата по експериментална медицина в „Колеж дьо Франс“. През следващите години той се налага като един от водещите физиолози в света и днес е определян като основоположник на съвременната експериментална медицина.
Клод Бернар умира на 10 февруари 1878 година в Париж.